# 강릉고려병원
강릉고려병원은 강원특별자치도 강릉시에 있는 종합병원이다.